# Distretto di Kisoro
Il distretto di Kisoro è un distretto dell'Uganda, situato nella Regione occidentale.